# اوتنرویت
اوتنرویت (به آلمانی: Uttenreuth) یک شهر در آلمان است که در ارلانگن-هخشتات واقع شده‌است.